# Christopher Bobonich
Christopher Bobonich, auch Chris (* 8. Februar 1960) ist ein US-amerikanischer Philosophiehistoriker.
Nach seinem BA in Government an der Harvard University im Jahr 1981 erwarb Bobonich 1983 einen MPhil in Philosophie an der Cambridge University. Zum PhD in Philosophie wurde er 1990 bei Alan Code an der University of California at Berkeley promoviert. Er lehrte sodann an der University of Chicago und seit 1996 an der Stanford University. Dort ist er derzeit der Clarence Irving Lewis Professor of Philosophy und Professor of Classics (ehrenhalber).
Bobonich arbeitet zur Philosophie der Antike. Seine Forschungsschwerpunkte sind die Ethik, Politische Philosophie, Psychologie, Metaphysik und Epistemologie. Bekannt geworden ist er durch seine Arbeiten zu Platons Nomoi.

## Schriften (Auswahl)
- (Hrsg.): The Cambridge Companion to Ancient Ethics. Cambridge University Press, Cambridge 2017.
- (Hrsg.): Plato’s Laws. A Critical Guide (= Cambridge Critical Guides). Cambridge University Press, Cambridge 2010.
- (Hrsg., mit Pierre Destrée): Akrasia in Greek Philosophy: From Socrates to Plotinus. Brill, Leiden 2007.
- Plato’s Utopia Recast: His Later Ethics and Politics. Oxford University Press, Oxford 2002.